# 倉敷四校
倉敷四校（くらしきよんこう）は、岡山県倉敷市内（児島地区・玉島地区を除く）にある、以下の県立全日制の4つの高校を指す。
- 岡山県立倉敷青陵高等学校
- 岡山県立倉敷天城高等学校
- 岡山県立倉敷南高等学校
- 岡山県立倉敷古城池高等学校

## 概要
岡山県は、1962年から1998年まで、倉敷学区の普通科入学試験において受験生の希望も加味した総合選抜制度により合格者を各校に振り分けていた。1999年の総合選抜制度の廃止に伴い、公的に使われることは無くなったが、現在も一般に通称として使われることがあり、クラブ活動においても4校交流戦が一部残っている。

## 変遷
- 1962年 青陵高校と天城高校の間で総合選抜開始。
- 1974年 倉敷南高校新設、三校総合選抜になる。
- 1980年 古城池高校新設、四校総合選抜になる。
- 1999年 総合選抜廃止。

## 座標
- 青陵北緯34度35分58秒 東経133度46分44秒 / 北緯34.599444度 東経133.778889度
- 天城北緯34度33分49秒 東経133度48分42秒 / 北緯34.563611度 東経133.811667度
- 倉敷南北緯34度34分05秒 東経133度46分19秒 / 北緯34.568056度 東経133.771944度
- 古城池北緯34度32分50秒 東経133度45分36秒 / 北緯34.547222度 東経133.76度
- 倉敷市役所北緯34度35分06秒 東経133度46分20秒 / 北緯34.585083度 東経133.772111度
- 倉敷駅北緯34度36分07秒 東経133度45分56秒 / 北緯34.602069度 東経133.765675度